# Elena Madrazo
Elena Madrazo Hegewisch (San Luis de Potosí, 17 de noviembre de 1962) es una diplomática española.  Fue la embajadora de España en Ecuador (2020-2024).

## Biografía
Licenciada en Historia, ingresó en 1992 en la carrera diplomática. Ha estado destinada en las representaciones diplomáticas españolas en Mauritania, Guatemala, Alemania y Colombia. Fue subdirectora general de Cooperación Multilateral y Sectorial (2003-2007), de 2007 a 2009, embajadora de España en Níger (2009-2011) y Costa Rica (2011-2014) y directora de la Agencia Española de Cooperación Internacional para el Desarrollo.